# Candyman (album)
Candyman je drugi solo studijski album Steva Lukatherja, ki je izšel leta 1994 pri založbi DTS entertainment.
Pri njem je šlo za sodelovanje glasbenikov, ki so bili večinoma člani Lukatherjeve zasedbe »Los Lobotomys«. Zraven so sodelovali še David Garfield, John Peña, Chris Trujillo, Lenny Castro, Larry Klimas, Fee Waybill, Richard Page in Paul Rodgers. Lukather je večino albuma posnel v živo.
Nekateri Lukatherjevi oboževalci so bili zmedeni, ker so mnogi mislili, da gre za album skupine Los Lobotomys. Na japonskih in ameriških izdajah albuma Candyman so bili večkrat kot izvajalci navedeni Los Lobotomys; japonska izdaja je vključevala tudi verzijo Hendrixove skladbe »Red House«. Na evropski izdaji je bil kot izvajalec naveden le Lukather. Zasedba, s katero se je Lukather odpravil na promocijsko turnejo, je bila včasih naslovljena kot »Steve Lukather and Los Lobotomys«, včasih pa le »Los Lobotomys«.
Skladba »Borrowed Time« je v Evropi izšla kot singl in je na B-strani vsebovala skladbo »Red House«.

## Seznam skladb
| Št. | Naslov                                                                | Dolžina |
| --- | --------------------------------------------------------------------- | ------- |
| 1.  | „Hero with a 1000 Eyes‟ (Steve Lukather, David Garfield, Fee Waybill) | 6:31    |
| 2.  | „Freedom‟ (Jimi Hendrix)                                              | 4:08    |
| 3.  | „Extinction Blues‟ (Lukather, Garfield, Waybill)                      | 4:59    |
| 4.  | „Born Yesterday‟ (Lukather, Garfield, Waybill)                        | 7:08    |
| 5.  | „Never Walk Alone‟ (Lukather, Garfield)                               | 9:42    |
| 6.  | „Party in Simon's Pants‟ (Lukather, Simon Phillips)                   | 5:45    |
| 7.  | „Borrowed Time‟ (Lukather, Garfield, Waybill)                         | 7:20    |
| 8.  | „Never Let Them See You Cry‟ (Lukather, Garfield, Waybill)            | 5:03    |
| 9.  | „Froth‟ (Lukather, Garfield)                                          | 9:41    |
| 10. | „The Bomber‟ (Joe Walsh, Vince Guaraldi)                              | 5:32    |
| 11. | „Song for Jeff‟ (Lukather, Garfield)                                  | 7:07    |
| 12. | „Red House‟ (Hendrix)                                                 | 5:41    |

## Zasedba
- Steve Lukather
- Simon Phillips
- David Garfield
- John Pêna
- Chris Trujillo
- Lenny Castro
- Larry Klimas
- Fee Waybill
- Richard Page
- David Paich
- Paul Rodgers